# 獵奇新聞
獵奇新聞，字面上的意思是指專門搜索奇聞異事當作新聞材料，或是涉獵有文化衝擊感的事件。最近幾年在一些研究中被提到。一般來說在討論其氾濫時，具有一些程度的貶意。

## 反常
獵奇新聞特別關注事件的反常程度與特異性，例如預言和阴谋论，或是不同民族文化之中較罕見的事件。在新聞媒體中，災禍或是亂倫，常常會因為其反常而登上新聞版面，取代常態消息的焦點。徹底的獵奇新聞完全以反常程度取勝，而不論其傳播有無特殊意義。獵奇新聞有時也成為在閒暇討論時的話題。
獵奇新聞不只存在於綜合新聞媒體，網路論壇或轉寄信也是其常見的管道。一樣是越怪異的資訊容易被頻繁的轉寄（或轉貼），有時候當一個來源轉載了太多反常的新聞，那它可以說是獵奇新聞的氾濫。

### 高度特異化標題
一般來說，新聞工作者希望報導文章能吸引人，但是隨著標題讀者的存在，有些新聞工作者會儘量擷取內容中最怪異、特殊的段落，濃縮為新聞標題。這種處理方式的好處是，標題很可能吸引人來細讀，但缺點隨之而來，有些讀者會覺得文不對題。
與很多報導文學類似，獵奇新聞有時被寫成生動的小故事，有著吸引人的特異標題，但是其內容往往空虛。

## 氾濫問題
當獵奇新聞氾濫時，造成的一種錯覺是：反常消息的出現才是正常的。當太多反常消息同時出現，少部分會讓讀者忽略正常但是相對重要的消息。當新聞工作者決定炒作一個議題，很可能就排斥了其他議題，這是很平常的。

### 新聞排行榜
特異的標題具有其優勢，一定程度的提高文章關注度，在新聞網站來說就是增加閱覽人次，當閱覽人次越高的消息，被放到越明顯的版面去，就會造成某些程度的排擠，影響其他消息的曝光。

## 錯誤資訊
獵奇新聞若已經嚴重扭曲事實，或沒有表達事件全貌，就存在有誤導，前者顯而易見的是假造新聞，而後者，往往因為獵奇新聞的本質即關注在不尋常之處，極容易忽略其他細節與全貌。在少數不堪的報導中，新聞工作者提不出其他細節卻自行推測，變成部分事實與部分推測混雜，造就了可信度折半的新聞文章，更不用說它們往往來源不明。這也是媒體亂象之一。
獵奇新聞氾濫有時候也會助長刻板印象的造成，這點跟熱門的影集、電影或小說內容情節一樣，例如頻繁出現「精神異常人士自稱上帝」的報導，容易產生對精神疾病的偏見。

## 外部連結
- 网络传播中虚假新闻现象剖析 Archive.today的存檔，存档日期2013-04-28，常红/人民网，本文刊于《新闻记者》2005.6